# 黃鶯出谷
黃鶯出谷，是日本純種競賽馬匹。生涯活躍於短途一哩賽事，曾勝出夢幻錦標、雌馬賽、北九州紀念等賽事，亦於夏季短途錦標達成連霸。

## 出賽前
2011年3月2日出生於北海道新日高町土居忠吉牧場，所有權歸於母系馬主North Hills旗下。
其後交由栗東訓練中心練馬師角田晃一訓練。

## 競賽生涯

### 2歲
2013年8月3日出戰小倉競馬場2歲新馬戰，出閘後隨即搶佔領放位置，一度帶領馬群之下於直路繼續加速，最終拉開後方5馬位成功取得首勝。
其後出戰小倉兩歲錦標，繼續採用領放戰術下雖然於通過彎道時處於有利位置，然而於直路上逐步被保持於第二的Horai Akiko迫近，最終被超越下以第二落敗。
11月9日出戰夢幻錦標，比賽開始後再度於先頭位置展開領放，保持穩定的步速下於直路取得優勢，最終成功抵擋後方追擊的Mozu Hatsukoi取得首個分級賽冠軍。

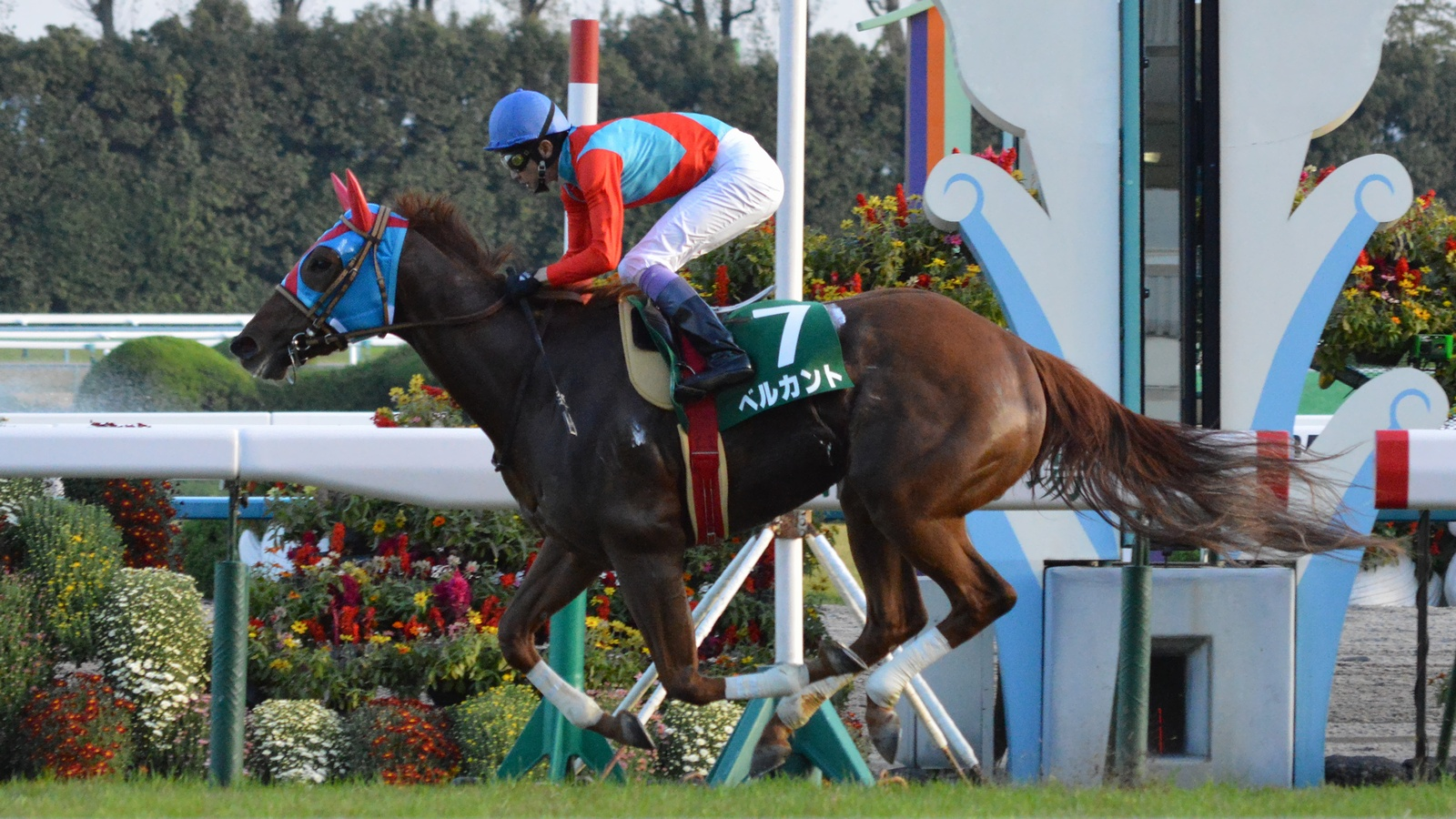
出戰夢幻錦標的黃鶯出谷

贏得夢幻錦標後，陣營並未選擇報名參與雌馬限定戰阪神兩歲牝馬錦標，而是以朝日盃未來錦標作為目標。比賽開始後，其以穩定的節奏進行領放，然而未能於比賽途中克服中山競馬場的上斜下大幅失速，最終以第十大敗。

### 3歲
2014年以3月的雌馬賽作為首戰，比賽初段未有像以往賽事之下搶佔位置，而是保持於第四左右的有利位置逐步推進。進入直路後，其沿着內欄位置逐步衝刺並跑出優秀末腳，最終成功壓制前方賽駒取得冠軍。

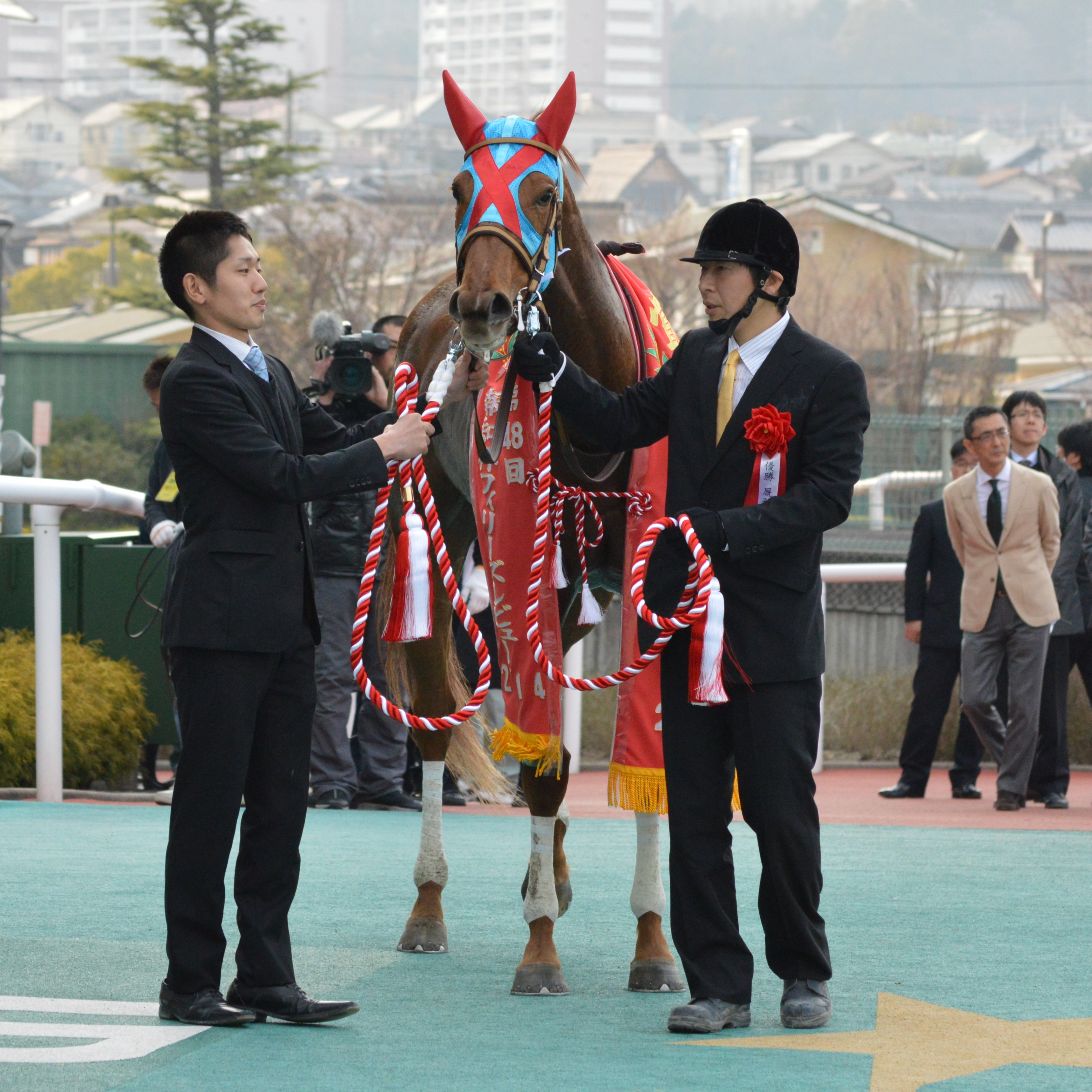
雌馬賽頒獎儀式

其後以優先出賽權的方式出戰櫻花賞，本次比賽採用後上的戰術，但於直路完全未有加速跡象下僅能衝刺一小段路程，最終以第十大敗。
其後改變路線以短途賽事作為目標，但於年間未能再獲得任何一勝，最佳戰績為於CBC賞取得第五。

### 4歲
2015年年初繼續維持低潮的狀態，於首戰絲路錦標取得第十二，轉戰泥地賽事珊瑚錦標亦未能做出突破以第十三大敗。
休養過後原定以CBC賞作為目標，但最終取消出賽下改為角逐夏季短途錦標。比賽開始後，其於外檔的有利位置瞬間衝出，維持較快的速度下一直維持於第三左右。進入最後關頭，其成功於所在位置加速衝出，最終拉開後方賽駒2馬位取得冠軍。
8月23日繼續征戰出戰北九州紀念，比賽初段反應不俗下成功進佔第四、五左右的位置逐步推進，並於比賽途中稍為發力。進入直路後，其延續之前加速的姿態繼續衝刺，成功衝出之下亦能阻止後方大仁大勇及Belle Lumiere的攻勢，以1 1/2馬位的優勢達成分級賽連勝，亦成功贏得夏季短途系列賽。
進入秋季後，其直接出戰短途馬錦標，採取前置姿態下於賽事前半段維持不俗的節奏，但於直路再度未能適應上斜，最終逐漸力弱下被其他賽駒超越，以第十三大敗。
年末出戰三級賽京阪盃作為挑戰，本次比賽重拾放頭的戰術，於所在的1檔迅速衝出並帶領馬群前進。進入直路後，其嘗試於內欄位置維持自身的優勢，但仍然未能阻止蓋世俠盜、大仁大勇及地球音速的追擊以第四落敗。

### 5歲
2016年年初陣營安排其遠征阿聯酋出戰阿喬斯短途錦標，然而未能發揮實力下以尾二第十二大敗。
休養過後於7月復出出戰CBC賞，比賽初段帶出領放之下於直路初段仍然維持不俗的速度，但於後方彎刀赤駿以凌厲速度衝刺下未能堅守位置，於最後關頭更被一直保持於第二的Lovers Point超越，最終跑獲第三的戰績。
其後繼續以夏季短途錦標作為目標，比賽開始後其繼續運用上年度的戰術，瞬間衝出下保持於第二的先頭位置，於最後關頭繼續發力加速，最終以頭位壓贏暴君尼祿達成連霸。
8月如同上年一樣以北九州紀念作為下一戰，於賽前取得第一人氣。比賽開始後，其選擇保持於Lovers Point及Just Doing後方的第三位置進行推進，並於最後彎道成功突圍透出。進入直路後，其繼續於所在位置展開衝刺，雖然於中段位置仍然保持優勢，但於最後關頭被後方猛追的第八人氣伏兵闖王超越，以第二的戰績完賽。縱然如此，其仍然以19分於夏季短途系列賽中達成連霸。
10月2日再度挑戰短途馬錦標，於直路繼續失速之下以第十大敗。
其後，陣營安排其退役，並於10月6日取消日本中央競馬會的賽駒註冊。

### 詳細賽績
| 日期       | 舉辦國家 | 馬場 | 距離   | 級別 | 賽事名稱       | 負重 | 騎師     | 馬號 | 出馬 | 名次 | 時間     | 頭馬（二馬）        |
| ---------- | -------- | ---- | ------ | ---- | -------------- | ---- | -------- | ---- | ---- | ---- | -------- | ------------------- |
| 3/8/2013   | 日本     | 小倉 | 草1200 |      | 2歲新馬        | 54   | 武豐     | 1    | 17   | 1    | 1:08.4   | （Happy Long Run）  |
| 1/9/2013   | 日本     | 小倉 | 草1200 | GIII | 小倉兩歲錦標   | 54   | 武豐     | 12   | 15   | 2    | 1:09.0   | Horai Akiko         |
| 9/11/2013  | 日本     | 京都 | 草1400 | GIII | 夢幻錦標       | 54   | 武豐     | 7    | 18   | 1    | 1:21.1   | （Mozu Hatsukoi）   |
| 15/12/2013 | 日本     | 中山 | 草1600 | GI   | 朝日盃未來錦標 | 54   | 武豐     | 1    | 16   | 10   | 1:35.4   | Asia Express        |
| 16/3/2014  | 日本     | 阪神 | 草1400 | GII  | 雌馬賽         | 54   | 武豐     | 1    | 16   | 1    | 1:22.3   | （Nihonpiro Amber） |
| 13/4/2014  | 日本     | 阪神 | 草1600 | GI   | 櫻花賞         | 55   | 武豐     | 17   | 18   | 10   | 1:34.2   | 織女星              |
| 6/7/2014   | 日本     | 中京 | 草1200 | GIII | CBC賞          | 52   | 武豐     | 7    | 16   | 5    | 1:09.0   | 東寶殷紅            |
| 24/8/2014  | 日本     | 小倉 | 草1200 | GIII | 北九州紀念     | 52   | 藤岡佑介 | 17   | 18   | 6    | 1:07.8   | 歌爾達              |
| 5/10/2014  | 日本     | 新潟 | 草1200 | GI   | 短途馬錦標     | 53   | 武豐     | 12   | 18   | 5    | 1:08.9   | 瑞草祥龍            |
| 1/11/2014  | 日本     | 京都 | 草1400 | GII  | 天鵝錦標       | 53   | 武豐     | 17   | 18   | 7    | 1:20.9   | 覓奇島              |
| 1/2/2015   | 日本     | 京都 | 草1200 | GIII | 絲路錦標       | 53   | 藤岡佑介 | 14   | 17   | 12   | 1:09.2   | 毅力寶貝            |
| 4/4/2015   | 日本     | 阪神 | 泥1400 | OP   | 珊瑚錦標       | 56   | 武豐     | 2    | 16   | 13   | 1:24.9   | 哥連寶莉            |
| 2/8/2015   | 日本     | 新潟 | 草1000 | GIII | 夏季短途錦標   | 54   | 杜滿萊   | 13   | 14   | 1    | 0:54.1   | （Symboli Disco）   |
| 23/8/2015  | 日本     | 小倉 | 草1200 | GIII | 北九州紀念     | 55   | 武豐     | 3    | 18   | 1    | 1:07.3   | （大仁大勇）        |
| 4/10/2015  | 日本     | 中山 | 草1200 | GI   | 短途馬錦標     | 55   | 武豐     | 7    | 15   | 13   | 1:08.9   | 真誠少女            |
| 29/11/2015 | 日本     | 京都 | 草1200 | GIII | 京坂盃         | 55   | 武豐     | 1    | 15   | 4    | 1:08.1   | 蓋世俠盜            |
| 26/3/2016  | 阿聯酋   | 美丹 | 草1000 | GI   | 阿喬斯短途錦標 | 55   | 武豐     | 3    | 13   | 12   | 記錄缺失 | 緩衝之計            |
| 3/7/2016   | 日本     | 中京 | 草1200 | GIII | CBC賞          | 55.5 | 藤岡康太 | 5    | 13   | 3    | 1:07.3   | 彎刀赤駿            |
| 31/7/2016  | 日本     | 新潟 | 草1000 | GIII | 夏季短途錦標   | 55   | 杜滿萊   | 4    | 13   | 1    | 0:54.1   | （暴君尼祿）        |
| 21/8/2016  | 日本     | 小倉 | 草1200 | GIII | 北九州紀念     | 56   | 杜滿萊   | 5    | 12   | 2    | 1:08.7   | 闖王                |
| 2/10/2016  | 日本     | 中山 | 草1200 | GI   | 短途馬錦標     | 55   | 蛯名正義 | 6    | 16   | 10   | 1:07.9   | 彎刀赤駿            |

## 退役後
退役後，黃鶯出谷成為了繁殖雌馬，於北海道新冠町North Hills休養，在2018年進行配種。首匹子嗣Evelyn於2019年出生，可於2020年出賽。

### 詳細繁殖資料
| 數目   | 馬名           | 出生年 | 性別 | 父系     | 練馬師                           | 馬主        | 戰績                 |
| ------ | -------------- | ------ | ---- | -------- | -------------------------------- | ----------- | -------------------- |
| 第一匹 | Evelyn         | 2019   | 雌   | 高情厚意 | 美浦・和田正一郎 →姬路・松浦聰志 | North Hills | 2戰0冠0亞0季（退役） |
| 第二匹 | 黃鶯出谷2020   | 2020   | 雌   | 高情厚意 |                                  |             | （未出戰）           |
|        | （受胎失敗）   |        |      | 龍王     |                                  |             |                      |
| 第三匹 | Bergeronnette  | 2022   | 雄   | 龍王     | 栗東・大久保龍志                 | 前田晉二    | 4戰2冠0亞1季（現役） |
| 第四匹 | Fuga Cantabile | 2023   | 雌   | 龍王     | 栗東・大久保龍志                 | North Hills | （出賽前）           |
| 第五匹 | 黃鶯出谷2024   | 2024   | 雌   | 鐵鳥翱天 |                                  |             | （出賽前）           |

## 血統簡介
父系櫻花進王爲日本賽駒，生涯稱霸短途賽事，於1993及1994年連霸短途馬錦標。祖父Sakura Yutaka O亦爲日本賽駒，生涯戰績優秀，曾於1986年勝出秋季天皇賞。
母系Celebrar為日本賽駒，生涯僅勝出條件戰級別的賽事。外祖父Boston Harbor為美國賽駒，生涯戰績優秀，曾勝出育馬者盃兩歲大賽。

### 血統表
| 父線：Tesco Boy系（Princely Gift系） |                                |                |                |
| 種馬 櫻花進王 1989年（棗色）         | Sakura Yutaka O 1982年（栗色） | Tesco Boy      | Princely Gift  |
| 種馬 櫻花進王 1989年（棗色）         | Sakura Yutaka O 1982年（栗色） | Tesco Boy      | Suncourt       |
| 種馬 櫻花進王 1989年（棗色）         | Sakura Yutaka O 1982年（栗色） | Angelica       | Never Beat     |
| 種馬 櫻花進王 1989年（棗色）         | Sakura Yutaka O 1982年（栗色） | Angelica       | Star Highness  |
| 種馬 櫻花進王 1989年（棗色）         | Sakura Hogaromo 1984年（棗色） | 北方風味       | 北地舞人       |
| 種馬 櫻花進王 1989年（棗色）         | Sakura Hogaromo 1984年（棗色） | 北方風味       | Lady Victoria  |
| 種馬 櫻花進王 1989年（棗色）         | Sakura Hogaromo 1984年（棗色） | Clear Amber    | Ambiopoise     |
| 種馬 櫻花進王 1989年（棗色）         | Sakura Hogaromo 1984年（棗色） | Clear Amber    | One Clear Call |
| 繁殖雌馬 Clelebrar 2004年（栗色）    | Boston Harbor 1994年（棗色）   | Capote         | 西雅圖迴旋     |
| 繁殖雌馬 Clelebrar 2004年（栗色）    | Boston Harbor 1994年（棗色）   | Capote         | Too Bald       |
| 繁殖雌馬 Clelebrar 2004年（栗色）    | Boston Harbor 1994年（棗色）   | Harbor Springs | Vice Regent    |
| 繁殖雌馬 Clelebrar 2004年（栗色）    | Boston Harbor 1994年（棗色）   | Harbor Springs | Tinnitus       |
| 繁殖雌馬 Clelebrar 2004年（栗色）    | Monroe Walk 1989年（棗色）     | Sir Tristram   | Sir Ivor       |
| 繁殖雌馬 Clelebrar 2004年（栗色）    | Monroe Walk 1989年（棗色）     | Sir Tristram   | Isolt          |
| 繁殖雌馬 Clelebrar 2004年（栗色）    | Monroe Walk 1989年（棗色）     | Amarissa       | 雅力達         |
| 繁殖雌馬 Clelebrar 2004年（栗色）    | Monroe Walk 1989年（棗色）     | Amarissa       | Amaranda       |
| 雌系：號族：3-c                      |                                |                |                |
| 五代內近親交配：北地舞人 4×5         |                                |                |                |

## 命名由來
名字Bel Canto（ベルカント）於意大利語中，帶有美聲唱法的意思，香港則以聲音相似的黃鶯作為聯想，翻譯為「黃鶯出谷」。

## 外部連結
- 黃鶯出谷 netkeiba.com （页面存档备份，存于）
- 血統表 （页面存档备份，存于）